# Duricrust
Duricrust is een harde laag op of nabij het oppervlak van de bodem. Duricrusts kunnen variëren in dikte van enkele millimeters of centimeters tot enkele meters.
Het is een algemene term (niet te verwarren met duripan) voor een zone van chemische precipitaat en hardenend gevormd op of nabij het oppervlak van sedimentaire lichamen door pedogenese en (of) niet pedogenese processen. Het wordt typisch gevormd door de accumulatie van oplosbare mineralen afgezet door mineraaldragend water dat naar boven, naar beneden of zijwaarts verplaatst door capillaire werking, vaak bijgestaan in droge omgevingen door verdamping. Mineralen die vaak in duricrust worden aangetroffen omvatten silica, ijzer, calcium en gips.
Duricrusts moeten worden gevormd in absolute accumulatie, en moeten ze een bron, overdracht en neerslag hebben. Duricrust wordt vaak bestudeerd tijdens missies naar Mars, omdat het kan helpen bewijzen dat de planeet ooit meer water had. Duricrust werd op Mars gevonden op de landingsplaats van Viking 2 en een soortgelijke structuur, die de bijnaam 'Snow Queen' kreeg, werd gevonden onder de landingsplaats van de Phoenix. Phoenix's duricrust werd later bevestigd dat het op waterbasis was.